# Turbo-Charged Prelude
The Turbo Charged Prelude for 2 Fast 2 Furious (también conocido simplemente Turbo-Charged Prelude)  es un cortometraje estadounidense de 2003 dirigido por Philip Atwell y protagonizado por Paul Walker, retomando su papel de Brian O'Conner, que sirve como nexo entre las películas The Fast and the Furious (2001) y su secuela, 2 Fast 2 Furious (2003). 
En la película, Brian O'Conner (Walker) deja Los Ángeles para evadir la captura policial después de ayudar e incitar a Dominic Toretto a escapar de la ley en la primera película.
El desarrollo de la película comenzó después de que se confirmara que Vin Diesel, quien protagonizó la película original, no aparecería en 2 Fast 2 Furious. Aparte de las imágenes de archivo de su predecesora, la película es principalmente una película muda, que no presenta diálogos originales. El rodaje se produjo en Los Ángeles y Miami.
El cortometraje fue incluido en la segunda versión en DVD de la primera película, conocida como la edición Tricked Out, que fue lanzada el 3 de junio de 2003, antes del estreno en los cines de la segunda película.

## Argumento
El cortometraje comienza con Brian O'Conner (Paul Walker) recordando cómo había dejado que el ex-convicto Dominic Toretto (Vin Diesel) escapara de las autoridades. Posteriormente empaca sus maletas y sale de su casa en su nuevo auto, un Mitsubishi 3000 GT VR-4. Poco después, la policía de Los Ángeles llega a su residencia, pero no lo encuentra. Uno de los oficiales encuentra la insignia de Brian, revelando que él renunció a la fuerza. Ante el escape, el FBI se pone al corriente de los hechos y lanza una orden de búsqueda y captura a nivel nacional sobre él.
Mientras tanto, Brian viaja a Arizona, Nuevo México y Texas, donde gana en diferentes carreras callejeras. Un día después, mientras almuerza en un restaurante, Brian ve su rostro en el artículo de un periódico que dice: «Fugitivo buscado» y «Vehículo abandonado encontrado», dando a entender que Toretto había abandonado el Toyota Supra naranja que Brian le dio para escapar en la primera entrega. En ese mismo momento, dos agentes de la policía local llegan al mismo restaurante y rápidamente Brian decide irse de la cafetería antes que los oficiales de policía lo reconocieran y lo arrestaran. Más adelante, al ver la televisión del motel donde estaba hospedado, se entera de que acaba de ser descubierto y rápidamente empaca sus maletas y deja el motel donde se encuentra. Sin embargo, antes de que pueda llegar a salir, la policía descubre su Mitsubishi en el estacionamiento del motel y se ve obligado a abandonar el auto y escapar a pie del área. Mientras camina por la carretera, este se encuentra a una mujer desconocida (Minka Kelly) en un Mitsubishi Eclipse Spyder y lo lleva hasta un lote de autos usados en San Antonio. Al bajar del vehículo, se da cuenta de que la mujer tenía el mismo periódico que había leído en el restaurante previamente, pero ésta le asegura que no lo va a delatar y se despide de él. Ya en el local, Brian decide comprar un nuevo auto donde el vendedor le muestra un auto que le podría interesar, pero Brian finalmente se interesa en un casi maltrecho Nissan Skyline GT-R R34 y acaba por comprarlo y así continuar su camino, donde viaja a Texarkana, Arkansas. Conforme va ganado dinero en las carreras callejeras que participa, va modificando y reparando poco a poco su Nissan Skyline, hasta que finalmente lo pinta de color plata en un taller de pintura. Luego continúa su viaje a través de Misisipi donde compite contra un Ferrari 360 Spider, donde gana una carrera y consigue un poco más de dinero, más tarde conduce hacia Alabama y por Jacksonville, donde la carretera 10 termina y tiene que continuar por la carretera interestatal 95, ya sea en dirección norte hacia Nueva York o el sur de Miami, Florida y finalmente elige esta última opción. Al llegar a la ciudad, Brian se encuentra con los autos de la segunda entrega, un Toyota Supra y un Mazda RX-7 rojo, terminando el cortometraje con la frase «2 be continued...».